# Katolické dny
Katolické dny (německy Katholikentag) jsou vícedenní setkání katolických věřících v německy mluvících zemích. V Německu se konají od roku 1848 (nyní zpravidla s dvouletou periodicitou), v Rakousku se konaly v letech 1877 až 1983 a ve Švýcarsku v letech 1903 až 1954.

## Německé katolické dny
Německé katolické dny se konají za účasti vysokých představitelů státu a spolkových zemí a zástupců věřících jiných církví. Kromě bohoslužeb, přednášek, diskusí a koncertů, které tvoří hlavní program, je jejich součástí rovněž přehlídka různých církevních a dobročinných spolků a nakladatelství, které zde mají samostatné stánky.
Prozatím poslední německé katolické dny se uskutečnily od 28. května do 1. června 2014 v Řezně a jejich mottem bylo „Mit Christus Brücken bauen“ (česky Stavět mosty s Kristem); zúčastnili se jich také Dominik kardinál Duka OP, František Radkovský, Tomáš Halík nebo Daniel Herman.
Jubilejní 100. německé katolické dny proběhly v květnu 2016 v Lipsku, v roce 2018 ve meste Münster a v kvetnu 2022 v Stuttgartu se uskuteční 102. ročník katolíckych dnu.